# Žiga Dimc
Žiga Dimc, slovenski hokejist, * 7. april 1984, Kranj.
Dimc že celotno kariero, od sezone 2000/2001, brani za domač klub HK Triglav Kranj. Za slovensko mladinsko reprezentanco je nastopil na dveh Svetovnih mladinskih prvenstvih.

## Pregled kariere
Odebeljeno - reprezentančni nastopi, glej tudi Statistika pri hokeju na ledu.
| Moštvo           | Liga                      | Sezona |    | Redni del | Redni del | Redni del | Redni del | Redni del | Redni del | Redni del | Redni del |    | Končnica | Končnica | Končnica | Končnica | Končnica | Končnica | Končnica | Končnica |
| ---------------- | ------------------------- | ------ | -- | --------- | --------- | --------- | --------- | --------- | --------- | --------- | --------- | -- | -------- | -------- | -------- | -------- | -------- | -------- | -------- | -------- |
| Moštvo           | Liga                      | Sezona | OT | PG        | G         | P         | T         | KM        | GT        | OD        | OT        | PG | G        | P        | T        | KM       | GT       | OD       |          |          |
| HK Triglav Kranj | Slovenska liga            | 00/01  |    |           | 9         | 0         | 0         | 0         | 0         |           |           |    |          |          |          |          |          |          |          |          |
| HK Triglav Kranj | Slovenska liga            | 01/02  |    |           | 1         | 0         | 0         | 0         | 0         |           |           |    |          |          |          |          |          |          |          |          |
| Slovenija        | Svetovno prvenstvo U18 D1 | 02     |    | 0         | 5         |           |           |           |           |           |           |    |          |          |          |          |          |          |          |          |
| HK Triglav Kranj | Slovenska mladinska liga  | 02/03  |    |           | 13        | 0         | 0         | 0         | 0         |           |           |    |          | 5        | 0        | 0        | 0        | 0        |          |          |
| HK Triglav Kranj | Slovenska liga            | 02/03  |    |           | 19        | 0         | 0         | 0         | 0         |           |           |    |          |          |          |          |          |          |          |          |
| HK Triglav Kranj | Slovenska mladinska liga  | 03/04  |    |           | 17        | 0         | 0         | 0         | 0         |           |           |    |          | 4        | 0        | 0        | 0        | 0        |          |          |
| HK Triglav Kranj | Slovenska liga            | 03/04  |    |           | 18        | 0         | 0         | 0         | 0         |           |           |    |          |          |          |          |          |          |          |          |
| Slovenija        | Svetovno ml. prvenstvo D1 | 04     |    | 1         | 5         | 0         | 0         | 0         | 0         | 0.00      | 1.000     |    |          |          |          |          |          |          |          |          |
| HK Triglav Kranj | Slovenska liga            | 04/05  |    |           | 9         | 0         | 0         | 0         | 0         |           |           |    |          |          |          |          |          |          |          |          |
| HK Triglav Kranj | Slovenska liga            | 05/06  |    |           | 7         | 0         | 0         | 0         | 0         |           |           |    |          |          |          |          |          |          |          |          |
| HK Triglav Kranj | Interliga B               | 06/07  |    |           |           |           |           |           |           |           |           |    | 1        | 2        | 0        | 0        | 0        | 0        | 3.82     |          |
| HK Triglav Kranj | Slovenska liga            | 06/07  |    | 5         | 8         | 0         | 0         | 0         | 0         | 1.61      |           |    |          |          |          |          |          |          |          |          |
| HK Triglav Kranj | Slovenska liga            | 07/08  |    | 0         | 1         | 0         | 0         | 0         | 0         |           |           |    |          |          |          |          |          |          |          |          |